# 張友諒
張友諒（?—?），元朝大臣，元文宗时中书左丞。
天历元年（1328年）八月戊午，元文宗即位，以速速為中書平章政事，前御史中丞曹立為中書右丞，江浙行省參知政事張友諒為中書參知政事，河南行省左丞相伯顏為御史大夫，中書右丞趙世延為御史中丞。至顺元年（1330年）九月丁未，中書參知政事張友諒為左丞。知樞密院事脫別台為陝西行臺御史大夫。至元六年（1340年）張友諒在任山東廉訪使。